# Michail Ivanovič Brusnev
Michail Ivanovič Brusnev, in russo Михаил Иванович Бруснев? (25 gennaio 1864, 13 del calendario giuliano – Leningrado, 1º luglio 1937), è stato un ingegnere ed esploratore russo.
Bolscevico, fondatore di una delle prime organizzazioni socialdemocratiche in Russia, fu membro della spedizione polare russa del 1900-1902. 

## Biografia
Nato in un villaggio dell'oblast' del Kuban' nel 1864, partecipò al movimento rivoluzionario dal 1881 e studiò all'Istituto tecnologico di San Pietroburgo. Il contributo di Brusnev si concentrava sulla circolazione e sulla stampa della letteratura rivoluzionaria; era a capo del centro intellettuale (cui partecipava anche  L. Krasin) che guidava il lavoro dell'organizzazione e coordinava le attività degli ambienti di lavoro. Nel 1890 partecipò ai funerali di Nikolaj Šelgunov e nel 1891 organizzò la prima celebrazione in Russia del primo maggio. Laureato nello stesso anno all'Istituto tecnologico, si trasferì a Mosca, dove trovò lavoro nelle officine ferroviarie Mosca-Brest e dove creò nuovi circoli socialdemocratici.
Allo stesso tempo stabilì contatti con il gruppo marxista Emancipazione del lavoro di Ginevra guidato da Georgij Valentinovič Plechanov.
Nell'aprile del 1892 fu arrestato dalla polizia dell'Ochrana di Mosca e condannato con l'accusa di aver distribuito letteratura illegale. Dopo aver scontato una condanna a 4 anni di prigione, fu esiliato in Jakuzia per 10 anni. In esilio partecipò alla spedizione polare russa del 1900-1902 di Eduard Gustav von Toll sulla nave Zarja e alla successiva infruttuosa spedizione del 1903 alla ricerca del gruppo di Toll che era scomparso. Brusnev creò una mappa dettagliata dell'isola della Nuova Siberia e dalla spedizione del 1903 riportò il diario di Toll. Tornò a San Pietroburgo nel 1904 e si unì all'Unione degli ingegneri. Nel 1907, fu eletto alla Duma di Stato che rappresentava il blocco di sinistra dei bolscevichi e dei socialisti rivoluzionari. Dopo la rivoluzione d'ottobre del 1917 lavorò al Commissariato del commercio estero dell'URSS (НКВТ СССР) in Lettonia, Lituania e Francia. Poi, come ingegnere, alla Gipromez (Гипромез).
Morì nel 1937 a Leningrado.

## Luoghi dedicati
- Isola di Brusnev